# Grains Gill
Der Grains Gill ist ein kleiner Fluss im Lake District, Cumbria, England. Der Grains Gill entsteht an der Nordflanke des Great Ends Fell und fließt in nördlicher Richtung zwischen dem Seathwaite Fell im Westen und dem Glaramara im Osten. Oberhalb des Weilers Seathwaite bildet er bei seinem Zusammentreffen mit dem Styhead Gill den River Derwent.